# Physical Graffiti
Physical Graffiti és el sisè àlbum d'estudi de la banda de rock anglesa Led Zeppelin, publicat el 24 de febrer de 1975 com a àlbum doble. El grup compongué i enregistrà vuit cançons noves a Headley Grange. Les vuit cançons juntes sobrepassaven la durada d'un LP habitual, per la qual cosa decidiren fer Physical Graffiti un àlbum doble incloent-hi cançons inèdites d'altres sessions d'enregistrament: una presa descartada de Led Zeppelin III, tres de Led Zeppelin IV i tres de Houses of the Holy, incloent la cançó que li dona títol.
Physical Graffiti fou un èxit comercial i crítics; aconseguí el certificat de platí 16 vegades als EUA el 2006, amb enviaments de vuit milions de còpies i assolí la primera posició als EUA i al Regne Unit.

## Llista de pistes
Totes les cançons foren escrites i compostes per Jimmy Page and Robert Plant, excepte on s'indiqui. 
| 1. | «Custard Pie»                                                     | gener–febrer 1974              | 4:15  |
| 2. | «The Rover»                                                       | maig 1972 (Houses of the Holy) | 5:39  |
| 3. | «In My Time of Dying» (John Bonham, John Paul Jones, Page, Plant) | gener–febrer 1974              | 11:08 |

| 4. | «Houses of the Holy»                       | maig 1972 (Houses of the Holy) | 4:04 |
| 5. | «Trampled Under Foot» (Jones, Page, Plant) | gener–febrer 1974              | 5:36 |
| 6. | «Kashmir» (Bonham, Page, Plant)            | gener–febrer 1974              | 8:37 |

| 7.  | «In the Light» (Jones, Page, Plant) | gener–febrer 1974              | 8:47 |
| 8.  | «Bron-Yr-Aur» (Page)                | juliol 1970 (Led Zeppelin III) | 2:06 |
| 9.  | «Down by the Seaside»               | febrer 1971 (Led Zeppelin IV)  | 5:15 |
| 10. | «Ten Years Gone»                    | gener–febrer 1974              | 6:34 |

| 11. | «Night Flight» (Jones, Page, Plant)                         | desembre 1970–gener 1971 (Led Zeppelin IV) | 3:38 |
| 12. | «The Wanton Song»                                           | gener–febrer 1974                          | 4:08 |
| 13. | «Boogie with Stu» (Bonham, Jones, Page, Plant, Ian Stewart) | desembre 1970–gener 1971 (Led Zeppelin IV) | 3:52 |
| 14. | «Black Country Woman»                                       | maig 1972 (Houses of the Holy)             | 4:24 |
| 15. | «Sick Again»                                                | gener–febrer 1974                          | 4:42 |

- Alguns cassets i versions de 8 pistes de l'àlbum situen «Bron-Yr-Aur» just després de «Kashmir»
- Les duracions de «Kashmir» i «Ten Years Gone» als LPs originals i a algunes versions en CD estan allistades erròniament; «Kashmir» a 9:41 i «Ten Years Gone» a 6:55.
- «Boogie with Stu» està acreditada a la «Sra. Valens», una referència a la mare de Ritchie Valens. L'acreditació es deu al fet que la banda sabé que la mare de Valens mai va rebre cap regalia dels èxits del seu fill.[1]

### Disc de bonificació deluxe
| 1.            | «Brandy & Coke» («Trampled Under Foot») (Mescla Inicial/Vaga)                 | Jones, Page, Plant                  | 5:38  |
| 2.            | «Sick Again» (Versió Primerenca)                                              | Page, Plant                         | 2:20  |
| 3.            | «In My Time of Dying» (Mescla Inicial/Vaga)                                   | Bonham, Jones, Page, Plant          | 10:45 |
| 4.            | «Houses of the Holy» (Mescla Vaga amb Overdubs)                               | Page, Plant                         | 3:51  |
| 5.            | «Everybody Makes It Through» («In the Light») (Versió Primerencia/En Trànsit) | Jones, Page, Plant                  | 6:27  |
| 6.            | «Boogie with Stu» (Mescla de So Soundset)                                     | Bonham, Jones, Page, Plant, Stewart | 3:36  |
| 7.            | «Driving Through Kashmir» («Kashmir») (Mescla Vaga Orquestral)                | Bonham, Page, Plant                 | 8:33  |
| Durada total: | Durada total:                                                                 | Durada total:                       | 41:29 |

## Personal
Led Zeppelin
- John Bonham – bateria, percussió
- John Paul Jones – baix elèctric, orgue, piano elèctric i acústic, mellotron, guitarra, mandolina, sintetitzador VCS3, clavinet Hohner, orgue Hammond, arranjament de corda
- Jimmy Page – guitarres elèctrica, acústica, lap steel i slide, mandolina, producció
- Robert Plant – veu, harmònica, guitarra acústica a «Boogie with Stu»

Personal addicional
- George Chkiantz – enginyeria de so
- Peter Corriston – imatge i disseny la portada, disseny
- Barry Diament – masterització (CD original de 1987)
- Mike Doud – imatge i disseny de la portada, disseny
- Elliot Erwitt – fotografia
- B. P. Fallon – fotografia
- Peter Grant – producció, producció delegada
- Roy Harper – fotografia
- Keith Harwood – enginyeria, mescles
- Dave Heffernan – il·lustracions
- Andy Johns – enginyeria
- Eddie Kramer – enginyeria, mescles
- George Marino – remasterització CD
- Ron Nevison – enginyeria
- Ian Stewart – piano a «Boogie with Stu»